# Bauko

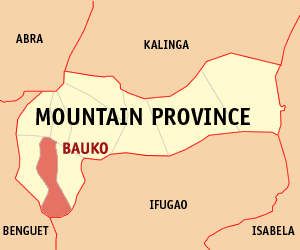
Bản đồ tỉnh Mountain với vị trí của Bauko

Bauko là một đô thị hạng 4 ở tỉnh Mountain, Philippines. Đây là đô thị đông dân nhất tỉnh. Theo điều tra dân số năm 2000, đô thị này có dân số 27.729 người trong 5.266 hộ.

## Barangay
Bauko được chia thành 22 barangay.
| - Abatan - Bagnen Oriente - Bagnen Proper - Balintaugan - Banao - Bila (Bua) - Guinzadan Central - Guinzadan Norte - Guinzadan Sur - Lagawa - Leseb | - Mabaay - Mayag - Monamon Norte - Monamon Sur - Mount Data - Otucan Norte - Otucan Sur - Poblacion (Bauko) - Sadsadan - Sinto - Tapapan |